# Vancouver City (circonscription britanno-colombienne)
Pour les articles homonymes, voir Vancouver (homonymie).
Circonscription électorale provinciale du Canada
Vancouver City est une ancienne circonscription provinciale de la Colombie-Britannique représentée à l'Assemblée législative de la Colombie-Britannique de 1890 à 1933.
Le nombre de députés de la circonscription varie au fil de son existence.

## Géographie
La circonscription représentait la ville de Vancouver, nouvellement incorporée en 1886.

## Liste des députés
1890-1894 (2 membres)
| 6e | 1890–1894 |  | Francis Lovett Carter-Cotton | Opposition |  | James Welton Horne | Indépendant |

1894-1898 (3 membres)
| Législature | Années    | Député | Député            | Parti      | Député | Député            | Parti      | Député | Député                       | Parti      |
| ----------- | --------- | ------ | ----------------- | ---------- | ------ | ----------------- | ---------- | ------ | ---------------------------- | ---------- |
| 7e          | 1894–1898 |        | Adolphus Williams | Opposition |        | Robert Macpherson | Opposition |        | Francis Lovett Carter-Cotton | Opposition |

1898-1903 (4 membres)
| Législature | Années    | Député | Député                 | Parti        | Député       | Député                | Parti      | Député | Député                       | Parti        | Député       | Député        | Parti      |
| ----------- | --------- | ------ | ---------------------- | ------------ | ------------ | --------------------- | ---------- | ------ | ---------------------------- | ------------ | ------------ | ------------- | ---------- |
| 8e          | 1898–1898 |        | Charles Edward Tisdall | Opposition   |              | Robert Macpherson     | Opposition |        | Francis Lovett Carter-Cotton | Opposition   |              | Joseph Martin | Opposition |
| 8e          | 1898-1899 |        | Charles Edward Tisdall | Opposition   | Gouvernement | Robert Macpherson     | Opposition |        | Francis Lovett Carter-Cotton | Gouvernement |              | Joseph Martin |            |
| 8e          | 1899-1900 |        | Charles Edward Tisdall | Gouvernement | Gouvernement | Robert Macpherson     | Opposition |        | Francis Lovett Carter-Cotton | Gouvernement |              | Joseph Martin |            |
| 9e          | 1900–1901 |        | James Ford Garden      | Conservateur |              | Robert Garnett Tatlow | Opposition |        | Hugh Bowie Gilmour           | Gouvernement | Conservateur | Joseph Martin |            |
| 9e          | 1901-1903 |        | James Ford Garden      | Indépendant  |              | Robert Garnett Tatlow | Opposition |        | Hugh Bowie Gilmour           | Gouvernement | Conservateur | Joseph Martin |            |

1903-1916 (5 membres)
| Législature | Années          | Député | Député                      | Parti        | Député                | Député            | Parti                  | Député       | Député         | Parti        | Député | Député              | Parti        | Député | Député            | Parti        |
| ----------- | --------------- | ------ | --------------------------- | ------------ | --------------------- | ----------------- | ---------------------- | ------------ | -------------- | ------------ | ------ | ------------------- | ------------ | ------ | ----------------- | ------------ |
| 10e         | 1903–1903       |        | Robert Garnett Tatlow       | Conservateur |                       | James Ford Garden | Conservateur           |              | Charles Wilson | Conservateur |        | William John Bowser | Conservateur |        | A. H. B. MacGowan | Conservateur |
| 10e         | 1903-1907       |        | Robert Garnett Tatlow       | Conservateur |                       | James Ford Garden | Conservateur           |              | Charles Wilson | Conservateur |        | William John Bowser | Conservateur |        | A. H. B. MacGowan | Conservateur |
| 11e         | 1907–1907       |        | Robert Garnett Tatlow       | Conservateur | George Albert McGuire | James Ford Garden | Conservateur           | Conservateur |                |              |        | William John Bowser | Conservateur |        | A. H. B. MacGowan | Conservateur |
| 11e         | 1907-1909       |        | Robert Garnett Tatlow       | Conservateur | George Albert McGuire | James Ford Garden | Conservateur           | Conservateur |                |              |        | William John Bowser | Conservateur |        | A. H. B. MacGowan | Conservateur |
| 12e         | 1909–1912       |        | Henry Holgate Watson        | Conservateur | George Albert McGuire |                   | Charles Edward Tisdall | Conservateur | Conservateur   |              |        | William John Bowser | Conservateur |        | A. H. B. MacGowan | Conservateur |
| 13e         | 1912–1916       |        | Henry Holgate Watson        | Conservateur | George Albert McGuire |                   | Charles Edward Tisdall | Conservateur | Conservateur   |              |        | William John Bowser | Conservateur |        | A. H. B. MacGowan | Conservateur |
| 13e         | fév.-sept. 1916 |        | Malcolm Archibald Macdonald | Libéral      | George Albert McGuire |                   | Charles Edward Tisdall | Conservateur | Conservateur   |              |        | William John Bowser | Conservateur |        | A. H. B. MacGowan | Conservateur |

1916-1933 (6 membres)
| Législature                                                                                              | Années    | Député | Député                      | Parti        | Député           | Député         | Parti        | Député                 | Député                    | Parti           | Député       | Député                | Parti             | Député  | Député              | Parti                   | Député     | Député                  | Parti        |
| --- | --------- | ------ | --------------------------- | ------------ | ---------------- | -------------- | ------------ | ---------------------- | ------------------------- | --------------- | ------------ | --------------------- | ----------------- | ------- | ------------------- | ----------------------- | ---------- | ----------------------- | ------------ |
| 14e | 1916–1916 |        | Malcolm Archibald Macdonald | Libéral      |                  | Ralph Smith    | Libéral      |                        | John William MacIntosh    | Libéral         |              | J. W. de Beque Farris | Libéral           |         | William John Bowser | Conservateur            |            | John Sedgwick Cowper    | Libéral      |
| 14e | 1916-1917 |        | Malcolm Archibald Macdonald | Libéral      |                  | Ralph Smith    | Libéral      |                        | John William MacIntosh    | Libéral         |              | J. W. de Beque Farris | Libéral           |         | William John Bowser | Conservateur            |            | John Sedgwick Cowper    | Libéral      |
| 14e | 1917-1918 |        | Malcolm Archibald Macdonald | Libéral      | Vacant           | Vacant         |              | Indépendant            | John William MacIntosh    |                 |              | J. W. de Beque Farris | Libéral           |         | William John Bowser | Conservateur            |            | John Sedgwick Cowper    | Libéral      |
| 14e | 1918-1920 |        | Malcolm Archibald Macdonald | Libéral      | Mary Ellen Smith | Indépendante   |              | Indépendant            | John William MacIntosh    |                 |              | J. W. de Beque Farris | Libéral           |         | William John Bowser | Conservateur            |            | John Sedgwick Cowper    | Libéral      |
| 15e | 1920–1924 |        | Malcolm Archibald Macdonald | Libéral      | Mary Ellen Smith | Libéral        |              | Ian Alistair Mackenzie | Libéral                   |                 | James Ramsay | J. W. de Beque Farris | Libéral           | Libéral | William John Bowser | Conservateur            |            |                         |              |
| 16e | 1924–1928 |        | Charles A. Woodward         | Libéral      | Mary Ellen Smith | Libéral        |              | Ian Alistair Mackenzie | Libéral                   | Victor W. Odlum | Libéral      |                       | Christopher McRae | Libéral |                     | Andrew McCreight Creery | Provincial |                         |              |
| 17e | 1928–1933 |        | William Curtis Shelly       | Conservateur |                  | Nelson Spencer | Conservateur |                        | Royal Lethington Maitland | Conservateur    |              | William Dick          | Conservateur      |         | Thomas Henry Kirk   | Conservateur            |            | George Alexander Walkem | Conservateur |
| Circonscription abolie, voir Vancouver-Burrard, Vancouver Centre, Vancouver East et Vancouver-Point Grey |           |        |                             |              |                  |                |              |                        |                           |                 |              |                       |                   |         |                     |                         |            |                         |              |

## Résultats électoraux
1916-1933 (6 membres)
1903-1916 (5 membres)
1898-1903 (4 membres)
1894-1898 (3 membres)
1890-1898 (2 membres)